# Traité de Trianon
Pour les articles homonymes, voir Trianon (homonymie).
Le traité de Trianon est un accord de paix signé le 4 juin 1920. Le traité entre en vigueur le 26 juillet 1921. Il met fin à l'état de guerre entre la Hongrie et la plupart des puissances alliées, issu de la Première Guerre mondiale. Le traité est signé au château du Grand Trianon à Versailles et est l'un des nombreux accords préparés lors de la conférence de paix de Paris. Le traité oblige les parties à reconnaître les nouvelles frontières internationales entre la Hongrie et ses voisins : Tchécoslovaquie, Roumanie, Yougoslavie et Autriche. Il impose à la Hongrie de payer des réparations et de limiter ses forces armées. Mais il accorde également à la Hongrie des avantages commerciaux avec l'Autriche et la Tchécoslovaquie, des garanties de fourniture de charbon de la part de la Tchécoslovaquie et de la Pologne, et une protection juridique de ses biens et de ses citoyens à l'étranger. La plupart des stipulations sont modifiées par les parties ou deviennent obsolètes à la fin de l'entre-deux-guerres. Cependant, les frontières dites de Trianon ont été rétablies par le Traité de paix de Paris de 1947. 
En signant le traité de Trianon le 4 juin 1920, la Hongrie renonce à sa souveraineté sur 70 % du territoire qu'elle occupe avant 1914. Dans la pratique, le gouvernement de Budapest n'en a contrôlé la plus grande partie qu'entre après l'été de 1919[pas clair]. Le seul territoire que Budapest cède réellement après la signature du traité de paix est le Burgenland à l'Autriche, à la suite de l'entrée en vigueur du traité à la fin 1921. Dans le même temps, la mise en œuvre du traité permet à Budapest d'accroître les zones sous son contrôle. D'une part, Budapest bénéficie du retrait de l'armée roumaine de la rive gauche de la Tisza (peu avant la signature du traité de paix), et d'autre part, il reprend les zones minières de Pécs en août 1921 (à la suite de l'entrée en vigueur du traité).
Le traité implique que la Hongrie accepte la séparation de trois quarts de ses anciens territoires et leur union avec les États voisins. Ainsi, son territoire est réduit de 321 000 km2 à 93 000 et sa population de 21 millions à 7,5 millions. Parmi les 12 millions d'habitants des régions détachées, 3,5 millions sont des Magyars ethniques. La moitié d'entre eux vivent à proximité des nouvelles frontières de la Hongrie. Les nouvelles frontières sont critiquées comme étant une « injustice historique » à l'égard de la Hongrie : sa demande de révision du traité est un point de sa politique étrangère durant l'entre-deux-guerres et concourt au rapprochement du pays avec l'Allemagne nazie. Une partie de ces revendications ressurgit après la dislocation du bloc de l'Est, et depuis 2010, le 4 juin est officiellement baptisé journée de l'unité nationale. Pour le centième anniversaire du traité de Trianon en 2020, le gouvernement nationaliste de Viktor Orbán prépare une commémoration mais le projet est occulté par la pandémie de Covid-19. Un large mémorial est quand même inauguré à Budapest. 

## Pourparlers

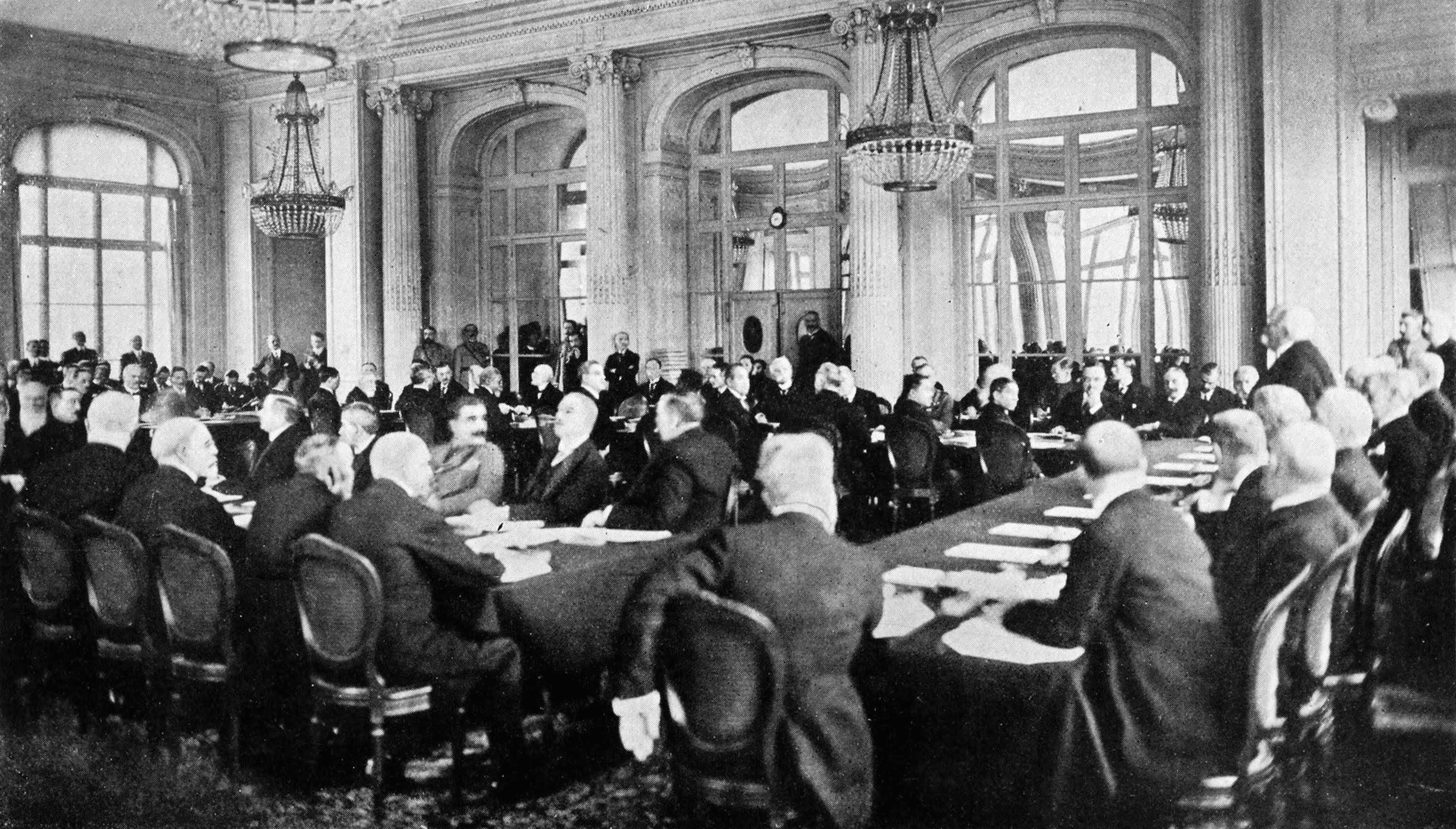
Les délégués en pourparlers au Trianon.

La Hongrie, qui faisait partie de l'Empire austro-hongrois, était engagée dans la Première Guerre mondiale depuis août 1914. Après que ses alliés — la Bulgarie et plus tard la Turquie — ont signé des armistices avec l'Entente, l'élite politique de Budapest a choisi de mettre fin à la guerre également. Le 31 octobre 1918, le gouvernement de Budapest a déclaré l'indépendance de la Hongrie vis-à-vis de l'Autriche et a immédiatement entamé des pourparlers de paix avec les Alliés. Les premiers contacts aboutissent à un armistice à Belgrade (en) le 13 novembre 1918 : la Hongrie s'engage à démobiliser son armée et accorde aux Alliés le droit d'occuper le sud (Voïvodine et Croatie) et l'est de la Hongrie (sud de la Transylvanie) jusqu'à la signature d'un traité de paix. Malgré la fin des hostilités, les Alliés de l'Entente – voisins de la Hongrie – la Tchécoslovaquie (qui vient de déclarer son indépendance le 28 octobre 1918), la Roumanie et la Yougoslavie, soumettent la Hongrie à un blocus économique. En privant la Hongrie d'importations de denrées alimentaires, de combustibles (charbon et essence) et d'autres biens importants, ils espèrent pousser Budapest à accepter des pertes territoriales plus sévères, comme le prévoit l'armistice de Belgrade. Pour tenter d'atténuer la crise économique, les gouvernements hongrois successifs demandent à l'Entente de lever le blocus et de rétablir le commerce régional. En décembre 1918, Budapest autorise les troupes tchécoslovaques à occuper également le nord de la Hongrie (Slovaquie). En échange, Budapest espère rouvrir le commerce extérieur et fournir du charbon.
Afin d'étendre leurs zones d'occupation en Hongrie, la Roumanie et la Tchécoslovaquie avancent leurs armées en Hongrie en avril 1919, provoquant une reprise des hostilités entre ces trois pays. En juin 1919, les puissances de l'Entente ordonnent à Budapest, Prague et Bucarest de cesser les combats et d'accepter de nouvelles lignes de démarcation qui seront garanties comme les futures frontières de la Hongrie. Malgré des succès militaires temporaires contre les Tchèques, Budapest accepte l'offre et retire son armée derrière la ligne de démarcation. Bucarest, en revanche, ignore l'ordre de l'Entente et poursuit son offensive. Au début du mois d'août 1919, l'armée roumaine entre à Budapest et un nouveau gouvernement pro-roumain s'installe en Hongrie. Cela marque la fin des hostilités entre les Hongrois et les Roumains.
Cependant, l'Entente fait pression sur les Roumains pour qu'ils quittent Budapest en novembre 1919 et orchestre la formation d'un nouveau gouvernement hongrois de coalition. Le nouveau cabinet est invité à participer à la conférence de paix de Paris. Robert Vallery-Radot rend compte de la manière dont fut accueillie la délégation hongroise (où dominaient les nobles, dont les comtes Albert Apponyi, Pál Teleki et István Bethlen) :

« On les reçut comme des prisonniers. Ils furent enfermés sous la garde de policiers, avec l'interdiction d'en sortir. Seul le comte Apponyi, en considération de son grand âge (74 ans), fut autorisé à faire un petit tour de promenade, escorté d'un inspecteur de la Sûreté. »

— Robert Vallery-Radot,
La délégation hongroise est confrontée à deux préalables qui limitent grandement sa marge de manœuvre :
- les proclamations d'auto-détermination des Slovaques, des Roumains transylvains, des Slovènes, des Croates et des Serbes dès l'armistice de novembre 1918 ;
- la situation de facto mise en place dans leurs territoires en 1919, par la commission internationale « Lord », qui trace des frontières entre ces territoires, sans autre traité de jure[8] que celui de Saint-Germain qui officialise la frontière avec l'Autriche à l'ouest et avec la Tchécoslovaquie au nord.

Arguant de son étendue historique, la Hongrie conteste la légalité des proclamations slovaques, roumaines et slaves du sud, ainsi que les travaux de la commission Lord, et exige sans succès une révision du traité de Saint-Germain, mais se heurte au principe du « droit des peuples à disposer d'eux-mêmes » offert par les vainqueurs à leurs alliés, mais pas aux vaincus (ainsi, les germanophones d'Autriche-Hongrie qui souhaitaient s'unir à l'Allemagne en furent empêchés par le traité de Saint-Germain et en outre, il n'est tenu aucun compte des revendications ukrainiennes).

## Clauses du traité et nouvelles frontières
La commission Lord, présidée par des géographes tels que Robert Seton-Watson (en) et Emmanuel de Martonne, comprend l'historien Ernest Denis et plusieurs géographes et historiens américains, britanniques, français, italiens, belges, tchèques, serbes et roumains, mais seulement trois hongrois : István Bethlen, Gyula Varga et Pál Teleki. Ses conclusions tiennent compte des majorités linguistiques rurales, mais défavorisent la Hongrie en ne tenant pas compte des villes (presque toutes majoritairement hongroises) et en appliquant à son détriment le « principe de viabilité des frontières » : ainsi, pour donner accès au Danube à la Tchécoslovaquie, la plaine danubienne avec les villes de Pozsony, Érsekújvár et Komárom devient tchécoslovaque en dépit de sa majorité magyare, tandis que la frontière hungaro-roumaine inclut du côté roumain une importante voie ferrée reliant quatre villes à majorité alors hongroise (Temesvár, Arad, Nagyvárad et Szatmár-Németi), parce que la campagne alentour est roumaine, mais surtout parce qu'elle relie la Tchécoslovaquie, la Roumanie et la future Yougoslavie, états-clients des Alliés.

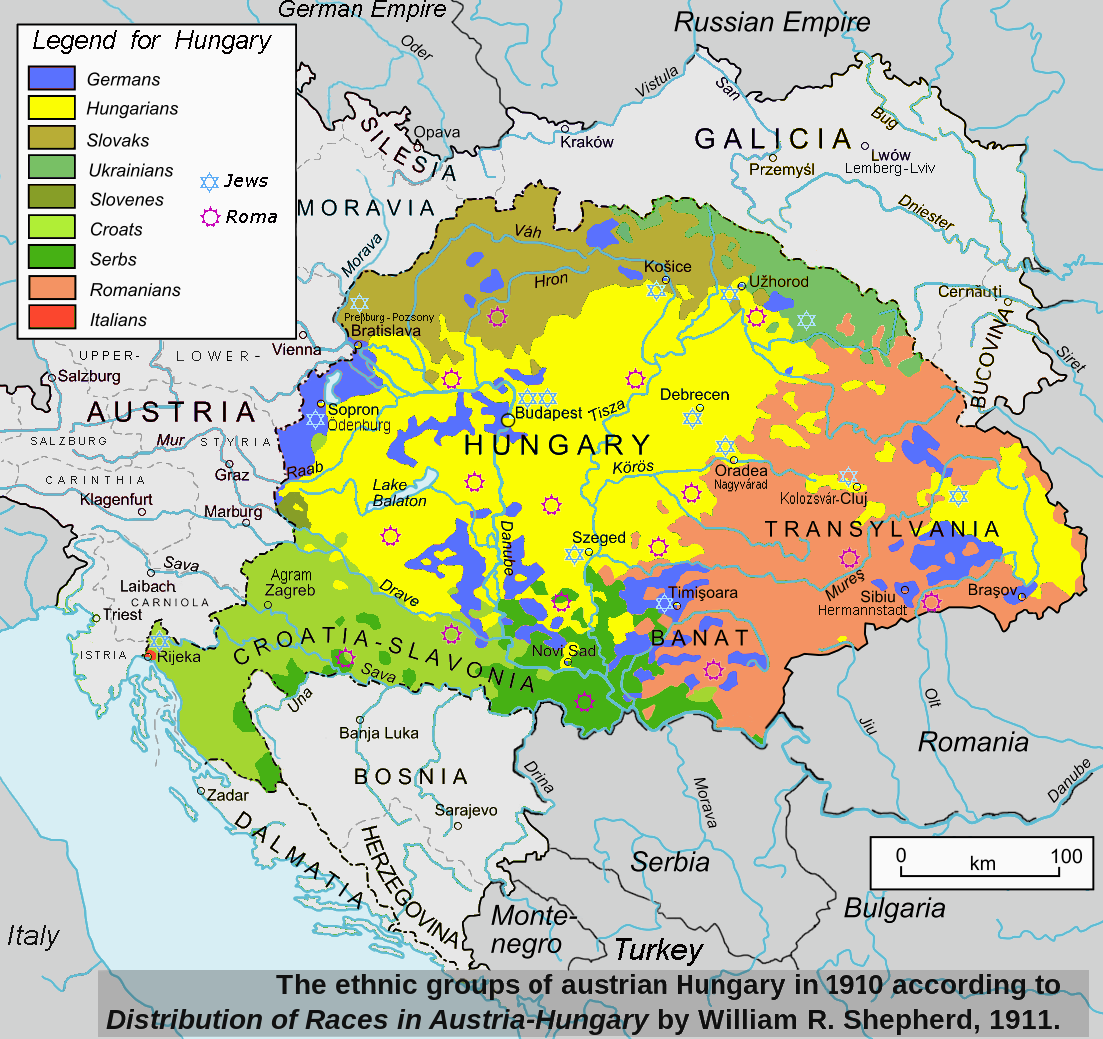
Carte ethnographique des pays de la couronne hongroise, d'après le dénombrement de la population en 1910 par François Rethey.
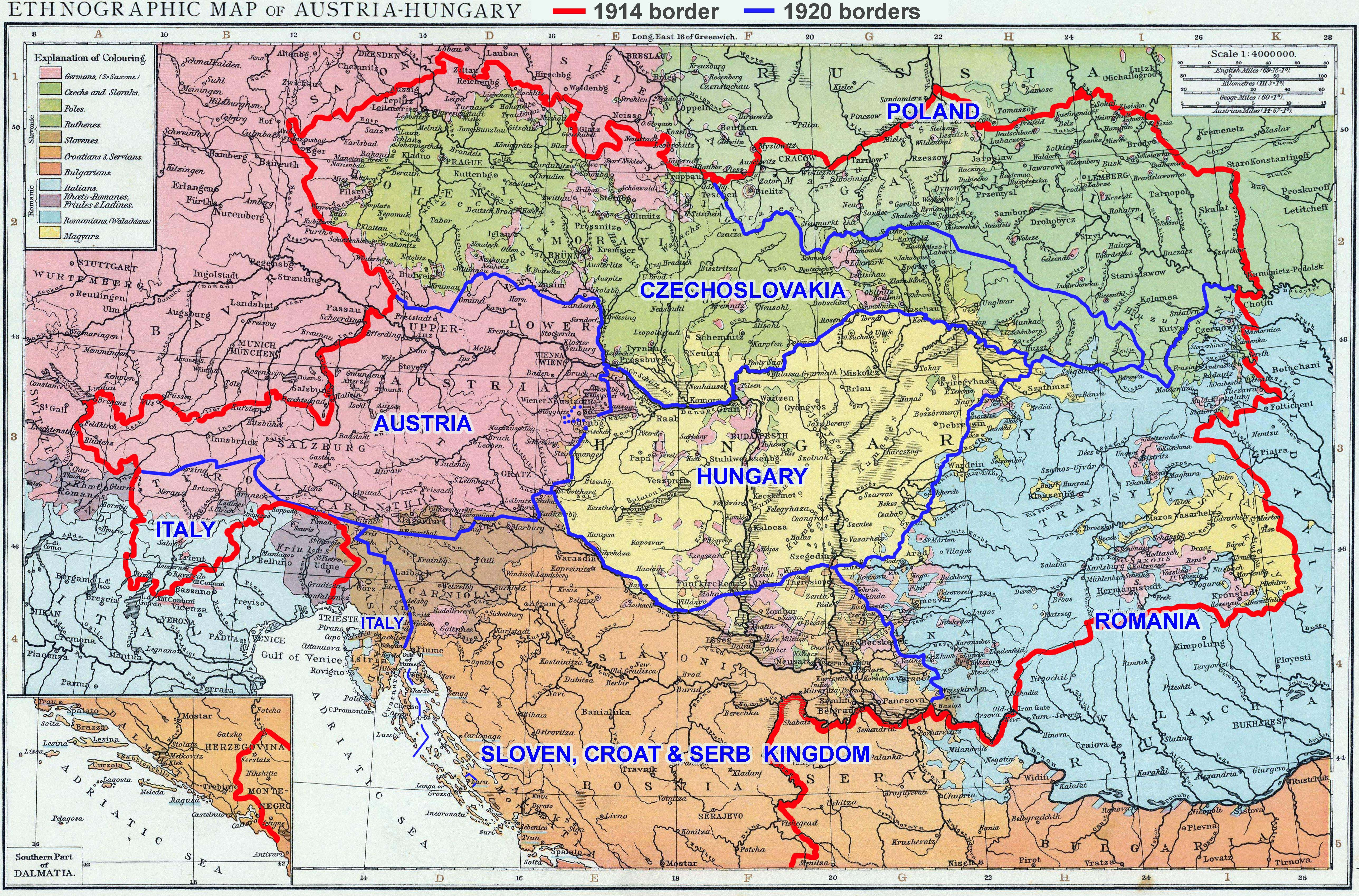
Carte de l'Autriche-Hongrie en 1914 avec les zones linguistiques selon le recensement de 1890, les frontières de 1914 (rouge) et celles de 1919 (bleu) tracées par la commission Lord en application des Quatorze points du président Wilson, et officialisées au traité du Trianon.
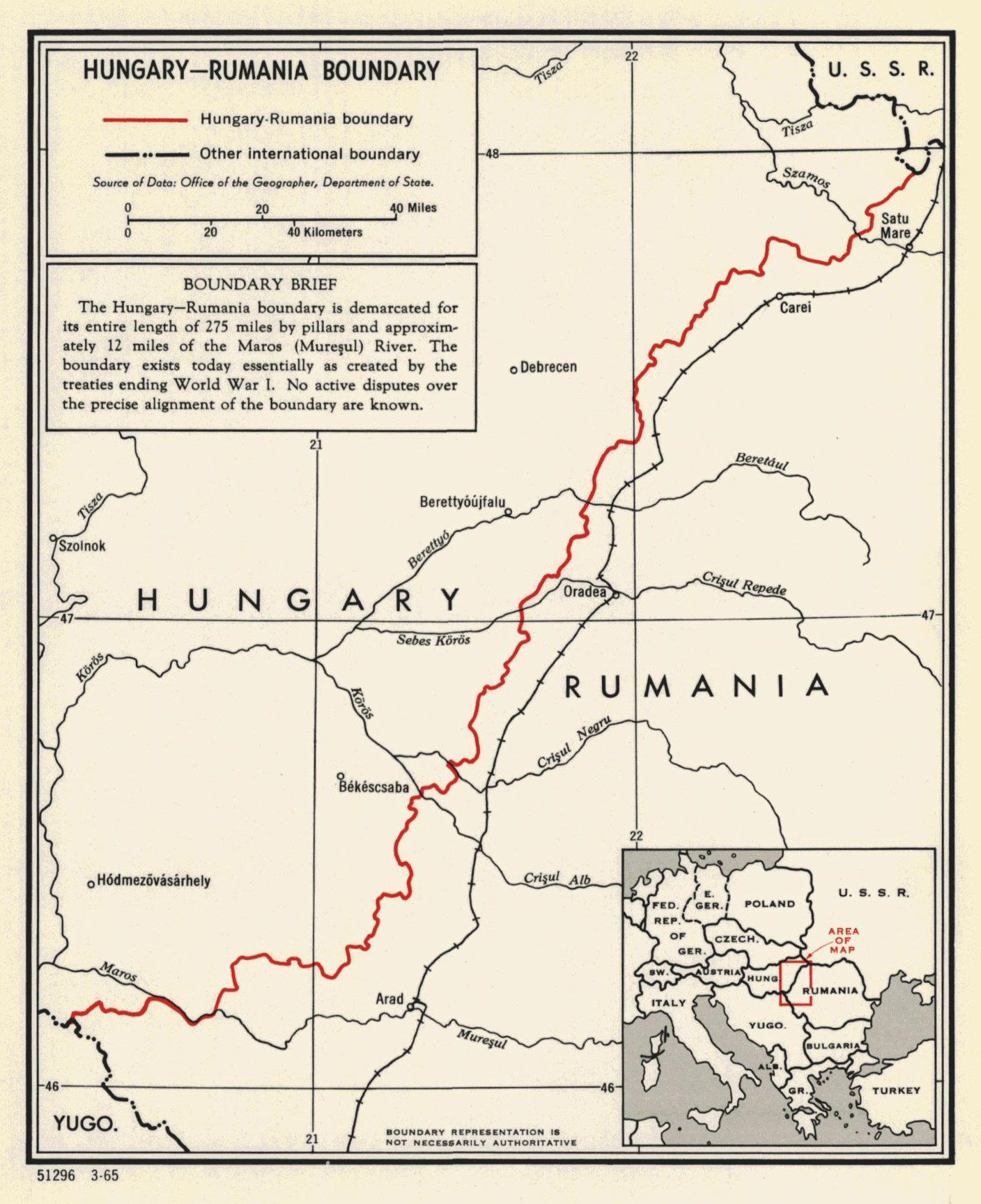
Placée du côté roumain de la frontière entre la Hongrie et la Roumanie officialisée au traité de Trianon, une voie ferrée stratégique relie la Tchécoslovaquie au royaume des Serbes, Croates et Slovènes : les trois pays forment dans l'entre-deux-guerres la « Petite Entente » alliée à la France[10].
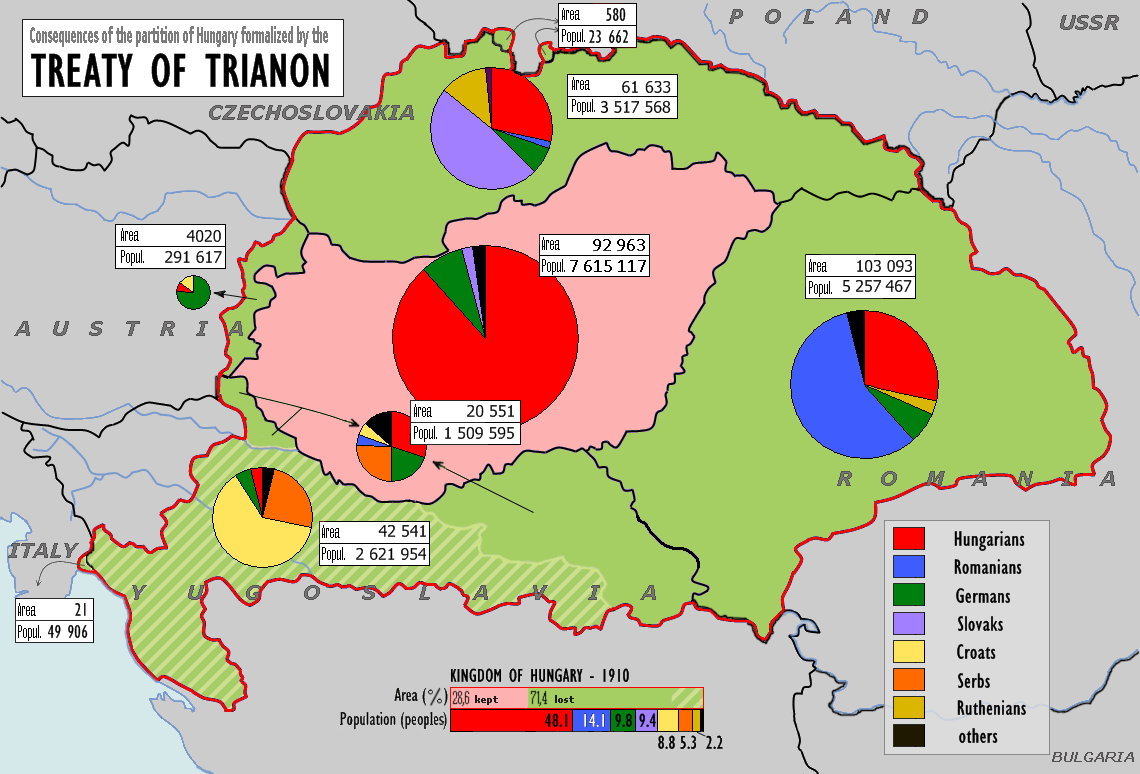
Conséquences du traité de Trianon.

Plusieurs fois, la commission est accusée par les Hongrois de partialité : à titre d'exemple, pour la ville de Kassa, les procès-verbaux de la commission Lord constituèrent lors des négociations de paix un argument décisif pour détacher cette cité de la Hongrie. La délégation hongroise contesta ces procès-verbaux en affirmant que « Les observateurs américains censés être neutres étaient en fait des Tchèques récemment naturalisés américains, qui ont falsifié la commission d'enquête et déclaré qu'il n'y avait aucun Hongrois à Košice ».
En janvier 1920, la Hongrie reçoit la proposition de traité de paix des Alliés. Le traité stipule la légalisation des lignes de démarcation du 13 juin 1919 en tant que nouvelles frontières et garantit la fin du blocus, le rétablissement du libre-échange entre les anciens territoires des Habsbourg et l'importation de charbon en Hongrie. Le gouvernement de Budapest et le Parlement hongrois (ouvert en février 1920) acceptent les conditions de la paix. Tout en se félicitant du rétablissement de la paix et du commerce, ils protestent formellement contre la cession de leurs anciens territoires sans plébiscite. Le traité de paix a été signé le 4 juin 1920, ratifié par la Hongrie le 16 novembre 1920 et est entré en vigueur le 26 juillet 1921.
En signant le traité de Trianon, la Hongrie consent officiellement à la perte des deux tiers de son territoire de 1918 au profit de tous ses voisins sans exception, sa superficie passant de 325 411 km2 en novembre 1918 à 93 028 km2 :
- L'Autriche, bien qu'elle n'ait rien revendiqué, se voit attribuer le Burgenland (3 962 km2), majoritairement germanophone ;
- La Slovaquie et la Ruthénie subcarpathique (61 633 km2) rejoignent la Bohême et la Moravie dans l'État nouvellement créé de la Tchécoslovaquie qui fédère les Tchèques, Slovaques et Ruthènes de l'ancien empire, mais englobe une minorité hongroise le long du Danube et de la frontière ;
- La Pologne reçoit des cantons des anciens comitats de Szepes/Spisz et d'Árva/Orava (580 km2) ;
- La Croatie-Slavonie, le Muravidék, la Bácska et la partie occidentale du Banat (63 092 km2) intègrent le royaume des Serbes, Croates et Slovènes qui fédère les Slaves du Sud de l'ancien empire, mais englobe une importante minorité hongroise en Voïvodine ;
- Le corpus separatum de Fiume de (Rijeka) (23 km2) est constitué en État libre de Fiume : revendiqué par le royaume des Serbes, Croates et Slovènes, il finira occupé par l'Italie ;
- La Roumanie reçoit le Banat oriental, la Marmatie méridionale, le Partium ou Körösvidék et la Transylvanie (103 093 km2), englobant la plus importante des minorités hongroises hors-frontières, localement majoritaire dans le pays sicule.

La Hongrie perd ainsi son accès à la mer Adriatique (en Croatie, rattachée au royaume des Serbes, Croates et Slovènes), la totalité de ses mines d'or, d'argent, de mercure, de cuivre et de sel, cinq de ses dix villes les plus peuplées et entre 55 % et 65 % des forêts, ainsi que des voies ferrés, usines, canaux, institutions bancaires et terres cultivables.
Toutefois, l'Autriche et la Hongrie conclurent le 14 octobre 1921 le protocole de Venise pour organiser un plébiscite en 1922 dans la ville de Sopron (en allemand Ödenburg, située dans le Burgenland) qui opta pour la Hongrie. Ce fut le seul cas où le « droit des peuples à disposer d'eux-mêmes » fut appliqué aux Hongrois.
La Mitteleuropa subit ainsi une refonte radicale de ses frontières.

## Conséquences du traité

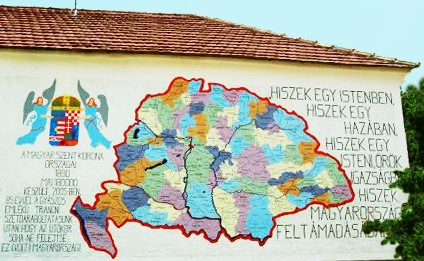
Carte de la Hongrie d'avant Trianon sur un mur de village hongrois (sa silhouette se retrouve aussi sous la forme d'autocollants, porte-clefs, drapeaux, napperons, écharpes…). À droite, le texte dit : « Je crois en un seul Dieu, je crois en une seule patrie. Je crois en une seule justice divine éternelle. Je crois en la résurrection de la Hongrie ».

Si, avant la Première Guerre mondiale, plus de la moitié des 21,5 millions d'habitants du royaume de Hongrie ne sont pas Magyars (lesquels sont au nombre de 9 549 000), l'une des conséquences de ces pertes est qu'après-guerre un magyarophone sur trois vit en dehors des frontières de la nouvelle Hongrie : 3,3 millions de Hongrois se retrouvent citoyens roumains, tchécoslovaques ou yougoslaves.
Le traité de Trianon a également fixé des règles pour le rétablissement des relations économiques entre la Hongrie et les pays étrangers, y compris ses voisins – les alliés de l'Entente : Tchécoslovaquie, Roumanie et Yougoslavie. Le traité de paix mettait fin de facto au blocus allié de la Hongrie et ordonnait de jure la reprise du commerce régional et l'approvisionnement de la Hongrie en charbon en provenance de Tchécoslovaquie et de Pologne. Avec d'autres accords internationaux signés lors de la conférence de paix de Paris, tels que le traité de paix de Saint-Germain de 1919 et le règlement de Teschen de juillet 1920, il a fourni le cadre juridique permettant de surmonter le chaos économique en Europe centrale causé par la Première Guerre mondiale et exacerbé par la désintégration du marché commun austro-hongrois à la fin de l'année 1918.
Le traitement inéquitable fait à la Hongrie n'échappe pas à Aristide Briand qui déclare à la Chambre des députés : « il suffit de jeter un coup d'œil sur la carte pour s'apercevoir que les frontières de la Hongrie ne consacrent pas la justice ». Pour David Lloyd George, « toute la documentation qui nous a été fournie par certains de nos alliés pendant les négociations de paix était mensongère et truquée. Nous avons décidé sur des faux ».
L'essentiel de la politique extérieure hongroise de l'entre-deux-guerres-mondiales, dirigée par l'amiral Miklós Horthy, consista à réclamer la révision du traité de Trianon (ce que les Alliés occidentaux et leurs états-satellites[réf. nécessaire] de la « Petite Entente » appelaient « révisionnisme »). Durant la Seconde Guerre mondiale, la Hongrie eut partiellement satisfaction en s'alliant à l'Allemagne nazie, et obtint par les arbitrages de Vienne le Sud de la Slovaquie en 1938, la Ruthénie en 1939, le nord de la Transylvanie en 1940 et le Nord de la Serbie en 1941, mais les frontières de Trianon furent remises en vigueur en 1945.
L’hungarisme du Parti des Croix fléchées, ainsi que la politique intérieure hongroise depuis la fin du régime communiste en 1989, font également référence à la « Tragédie du Traité de Trianon », présenté non comme l'aboutissement d'un processus de dislocation commencé en 1918 et consécutif aux excès de la magyarisation antérieure, mais comme la cause initiale d'une injustice due à la défaite austro-hongroise et devenue séculaire en 2020.
Aujourd'hui encore 458 467 personnes (8,5 % de la population) se déclarent hongroises en Slovaquie et 508 714 (9,3 % de la population) affirment que le hongrois est leur langue maternelle selon le recensement slovaque de 2011. En Roumanie (selon le recensement de 2011) 1 227 623 personnes se déclarent hongroises soit 6,6 % des citoyens roumains (mais 23 % en Transylvanie et plus de 75 % dans deux des seize județe transylvains, celui de Harghita et celui de Covasna).
La « Tragédie de Trianon » est régulièrement évoquée dans les discours du Fidesz-Union civique hongroise de Viktor Orbán, du Jobbik et du Mouvement de jeunesse des soixante-quatre comitats (Hatvannégy Vármegye Ifjúsági Mozgalom) fondé par László Toroczkai, qui s'est montré en France lors d'une manifestation de plus de 400 personnes dans les rues de Versailles le 4 juin 2006. Au-delà de l'extrême droite, c'est toute l'histoire de la Hongrie qui est réécrite par les médias actuels en fonction de ce traumatisme, en minimisant les diversités et les clivages du passé (politiques, territoriaux, linguistiques, religieux) et en idéalisant une « Hongrie unitaire millénaire » (celle des 64 comitats), qui aurait été un « âge d'or » pour les Hongrois, mais aussi pour des « immigrants tardifs slaves, valaques ou tziganes qui ont fini par proliférer et mener à la décadence et au démantèlement du pays ».
Cette rhétorique reste cependant à vocation surtout électorale interne, car sur le plan des relations de la Hongrie avec ses sept voisins autrichien, slovaque, ukrainien, roumain, serbe, croate et slovène, le gouvernement Orbán respecte les traités bilatéraux et se garde de toute revendication territoriale, se bornant à la défense des Magyars d'outre-frontières au Burgenland autrichien, en Haute-Hongrie slovaque, en Ruthénie subcarpatique ukrainienne, en Transylvanie roumaine, en Voïvodine serbe, en Slavonie croate et en Prékmurie slovène. Sur les sept pays voisins de la Hongrie, depuis 2013 cinq d'entre eux (Autriche, Croatie, Slovénie, Slovaquie et Roumanie) font partie comme elle de l'Union européenne, de sorte qu'entre ces États les visas sont abolis et que de facto les frontières du traité de Trianon sont désormais ouvertes aux habitants de l'ancienne « grande Hongrie » d'avant Trianon et à leur permettre d'acquérir la citoyenneté hongroise s'ils la demandent.